# Línea 3 (Metro Ligero de Madrid)
La línea 3 o ML-3 del Metro Ligero de Madrid (España) pertenece a la zona Metro Ligero Oeste de la red de Metro de Madrid. La línea tiene una longitud total de 13,7 km, con un recorrido que dura aproximadamente 32 minutos entre cabeceras, y está conformada por 16 estaciones, 1 de las cuales es subterránea: Colonia Jardín, hay una en trinchera pero que no es subterránea: Montepríncipe. Su construcción se inició en diciembre de 2004 y finalizó con su inauguración el 27 de julio de 2007. Une Colonia Jardín del madrileño distrito de Latina (zona A del Consorcio de Transportes de Madrid) con la localidad de Boadilla del Monte (zona B-2), atravesando los términos municipales de Pozuelo de Alarcón y Alcorcón (B-1).
El material móvil lo componen los trenes ligeros (tranvías) modelo Citadis de Alstom, entre cuyas características se puede destacar su piso bajo 100%, una velocidad máxima de 70 km/h y la alimentación por catenaria aérea a 750 voltios a corriente continua. Circulan por la derecha (al contrario que el resto de la red de Metro) para no entorpecer la circulación, en composiciones de cinco módulos; aunque existe la posibilidad de ampliarlos hasta siete en un futuro si la demanda así lo requiere.

## Recorrido

Recorrido de la línea.

La línea parte de la estación de Colonia Jardín, donde se puede transbordar a la línea 10 de la red de Metro y la ML-2 de metro ligero, sale a superficie y se separa inmediatamente de la ML-2. Recorre la Ciudad de la Imagen con tres estaciones, una frente al centro comercial (Estación de Ciudad de la Imagen), otra frente a los estudios de televisión (Estación de José Isbert) y la tercera frente al cine multisalas Kinépolis (Estación de Ciudad del Cine), se introduce por medio del campo más o menos paralela a la M-511 con una estación junto a las cocheras del metro ligero y otra junto a los cuarteles de Retamares. Entra en un túnel bajo el nudo de la M-511 y la M-40 y tiene una estación en trinchera bajo la Avenida de Montepríncipe, cruza bajo la M-501 hacia el polígono industrial de Ventorro del Cano, donde tiene otra estación, continúa hacia el oeste por el polígono de Prado del Espino, ya en el término municipal de Boadilla del Monte, con otra estación homónima, bordea la Ciudad Financiera del Banco Santander y gira al norte pasando por encima de la M-501 ya entrando en la localidad de Boadilla del Monte, por el este y la atraviesa por superficie de este a oeste siguiendo un eje de grandes avenidas como la Avenida del Nuevo Mundo y la Avenida del siglo XXI.

## Estaciones
| Estación                | Acc. | Enlaces | Apertura            | Esquema de vías | Notas                  |
| ----------------------- | ---- | ------- | ------------------- | --------------- | ---------------------- |
| Colonia Jardín          |      |         | 27 de julio de 2007 |                 |                        |
| Ciudad de la Imagen     |      |         | 27 de julio de 2007 |                 |                        |
| José Isbert             |      |         | 27 de julio de 2007 |                 |                        |
| Ciudad del Cine         |      |         | 27 de julio de 2007 |                 |                        |
| Cocheras                |      |         | 27 de julio de 2007 |                 |                        |
| Retamares               |      |         | 27 de julio de 2007 |                 |                        |
| Retamares Oeste         |      |         | —                   |                 | Estación sin inaugurar |
| Montepríncipe           |      |         | 27 de julio de 2007 |                 |                        |
| Ventorro del Cano       |      |         | 27 de julio de 2007 |                 |                        |
| Prado del Espino        |      |         | 27 de julio de 2007 |                 |                        |
| Ciudad Financiera Este  |      |         | —                   |                 | Estación sin inaugurar |
| Cantabria               |      |         | 27 de julio de 2007 |                 |                        |
| Ciudad Financiera Oeste |      |         | —                   |                 | Estación sin inaugurar |
| Ferial de Boadilla      |      |         | 27 de julio de 2007 |                 |                        |
| Boadilla Centro         |      |         | 27 de julio de 2007 |                 |                        |
| Nuevo Mundo             |      |         | 27 de julio de 2007 |                 |                        |
| Siglo XXI               |      |         | 27 de julio de 2007 |                 |                        |
| Infante Don Luis        |      |         | 27 de julio de 2007 |                 |                        |
| Puerta de Boadilla      |      |         | 27 de julio de 2007 |                 |                        |

## Futuro
Existen tres estaciones en el trayecto de la línea que fueron construidas con el resto de la línea pero no han sido inauguradas puesto que no existen zonas habitadas alrededor, y serán abiertas cuando éstas sean urbanizadas. Serán llamadas en un futuro Retamares Oeste, Ciudad Financiera Este y Ciudad Financiera Oeste.
No existen planes de ampliación confirmados ni anunciados para la línea, pero una ampliación de una de las dos líneas con cabecera en Colonia Jardín hacia el sureste a lo largo de la Avenida de los Poblados ha sido sugerida para cubrir la necesidad de vertebrar de forma descentralizada los distritos del suroeste de la capital.

### Ampliación de la línea por la Avenida de los Poblados
La Comunidad de Madrid tenía proyectado ampliar para el año 2016 la línea 3 de metro ligero por la Avenida de los Poblados.
Las estaciones serían desde Colonia Jardín las siguientes: Empalme, Aluche, Las Cruces (posiblemente cerca de los terrenos de la cárcel), San Francisco, La Avenida de los Poblados, San Fermín y la Caja Mágica.
Actualmente la Caja Mágica no se encuentra muy bien comunicada en transporte público con el resto de Madrid, la estación más cercana es San Fermín. Por ello con la ampliación de la línea 3 de metro ligero hasta la Caja Mágica, permitirá llegar a este recinto desde cualquier parte de Madrid, ya que el proyecto de ampliación de la línea 3 de metro ligero tiene transbordos con la línea 5 en Empalme y Aluche, línea 11 en San Francisco y línea 3 en San Fermín.